# Bolitoglossa robinsoni
Bolitoglossa robinsoni is een salamander uit de familie longloze salamanders (Plethodontidae). De soort werd voor het eerst wetenschappelijk beschreven door Federico Bolaños en David Burton Wake in 2009. De soortaanduiding robinsoni is een eerbetoon aan Douglas C. Robinson.

## Verspreiding en habitat
De salamander komt voor in delen van Midden-Amerika en leeft in de landen Costa Rica en Panama.
Bolitoglossa robinsoni wordt tot maximaal 72,5 millimeter lang. De soort komt voor op een aantal locaties in de Cordillera de Talamanca op het Continental Divide in het grensgebied tussen Costa Rica en Panama. Nevelwouden boven de 2400 meter hoogte boven zeeniveau en páramo vormen het leefgebied. Bolitoglossa robinsoni komt op het Fábrega-massief samen voor met de kleinere verwante Bolitoglossa pygmaea.